# Palmarès del Deportivo Liceo
Il Deportivo Liceo nella sua storia si è aggiudicato sette campionati spagnoli (1982-1983, 1985-1986, 1986-1987, 1989-1990, 1990-1991, 1992-1993 e 2012-2013) nonché dieci Coppa del Re, tre Supercoppe; a livello europeo ha conquistato sei Euroleghe, due Coppe delle Coppe, tre Coppa CERS, sei Coppe Continentale e cinque Coppe Intercontinentali, disputando nel complesso ventisette finali di coppa e diventando la prima squadra europea ad aver vinto tutte le quattro maggiori competizioni continentali per club. 

## Competizioni ufficiali
43 trofei

### Competizioni nazionali
21 trofei
- Campionato spagnolo: 8

1982-1983, 1985-1986, 1986-1987, 1989-1990, 1990-1991, 1992-1993, 2012-2013, 2021-2022
- Coppa del Re: 10

1982, 1984, 1988, 1989, 1991, 1995, 1996, 1997, 2004, 2021
- Supercoppa di Spagna: 3

2016, 2018, 2021

### Competizioni internazionali
22 trofei
- CERH European League: 6

1986-1987, 1987-1988, 1991-1992, 2002-2003, 2010-2011, 2011-2012
- Coppa delle Coppe: 2 (record spagnolo)

1989-1990, 1995-1996
- Coppa CERS/WSE: 3 (record condiviso con il Barcelos, il Novara e il Lleida)

1981-1982, 1998-1999, 2009-2010
- Supercoppa d'Europa/Coppa Continentale: 6

1987-1988, 1988-1989, 1990-1991, 1992-1993, 2003-2004, 2012-2013
- Coppa Intercontinentale: 5

1987, 1989, 1993, 2004, 2012

## Altri piazzamenti

### Competizioni nazionali
- Campionato spagnolo

2º posto: 1981-1982, 1984-1985, 1987-1988, 1988-1989, 1991-1992, 1995-1996, 1998-1999, 1999-2000, 2008-2009, 2009-2010, 2010-2011, 2011-2012, 2013-2014, 2014-2015, 2017-2018, 2018-2019, 2019-2020, 2020-2021, 2022-2023
3º posto: 1980-1981, 1983-1984, 1993-1994, 2001-2002, 2007-2008, 2015-2016, 2016-2017
- Coppa del Re

Finale: 1983, 1985, 1986, 1987, 1994, 2018, 2019, 2023
Semifinale: 2007, 2008, 2009, 2010, 2011, 2012, 2013, 2015, 2016, 2017
- Supercoppa di Spagna

Finale: 2004, 2014, 2015

### Competizioni internazionali
- Coppa dei Campioni/Champions League/Eurolega

Finale: 1983-1984, 2000-2001
Semifinale: 1992-1993, 1996-1997, 2007-2008, 2008-2009
- Coppa delle Coppe

Semifinale: 1982-1983, 1984-1985, 1994-1995
- Supercoppa d'Europa/Coppa Continentale

Finale: 1999-2000, 2010-2011, 2011-2012

## Competizioni non ufficiali
- Torneo Cidade de Vigo: 13

1983, 1985, 1986, 1987, 1988, 1989, 1990, 1992, 1993, 1994, 2002, 2005, 2006
- Copa Galiza: 2

2009, 2010
- Torneo José Eduardo dos Santos: 1

2009
- Trofeo Teresa Herrera: 4

2014, 2015, 2016, 2017